# Печорски рејон
Печорски рејон (рус. Печорский район) административно-територијална је јединица другог нивоа и општински рејон смештен на крајњем западу Псковске области, односно на западу европског дела Руске Федерације. Најзападнија је тачка Русије ван Калињинградске области.
Административни центар рејона је град Печори. Према проценама националне статистичке службе Русије за 2015, на територији рејона је живело 20.930 становника, што је чинило око 3,24% укупне обласне популације, у просеку око 16,73 ст/км².

## Географија
Печорски рејон смештен је на крајњем западу Псковске области и најзападнији је руски рејон ван Калињинградске области. Обухвата територију површине 1.251 км², и по том параметру налази се на 19. месту међу 24 рејона у области. Граничи се са Псковским и Палкинским рејоном на истоку и југоистоку. На југозападу је међудржавна граница са Летонијом, а на западу са Естонијом. На северу и северозападу излази на западну обалу Псковског језера. Печорском рејону припада и малена ексклава Дубки која је са свих страна на копну окружена територијом Естоније, а са остатком рејона повезана је једино преко Псковског језера. Рејону припадају и два највећа острва у језеру, Колпина (11,02 км²) на северу и Каменка (око 6 км²) уз источну обалу.
Идући од запада ка истоку постепено се мења рељеф рејонске територије, и од благо заталасаних моренских побрђа на западу лагано прелази ка ниским, и неретко замочвареним подручјима уз обале Псковског језера и у сливу Великаје. Према језеру директно отичу реке Пиуза и Обдјох, а део територије на југоистоку припада сливу Великаје са којом је повезан преко њене леве притоке, реке Кудеб (са притокама Врудом и Лидвом). Један мали део територије на крајњем југозападу рејона, уз тромеђу са Естонијом и Летонијом припада сливу Западне Двине. Највећа језера су Веље (површине 1,8 км²) и Маљско (0,6 км²).
Печорски рејон је значајно саобраћајно средиште и преко његове територије пролазе друмски правац од националног значаја Псков—Рига, и железничке пруге на релацији Талин—Москва и Рига—Санкт Петербург.

## Историја
Сходно одредбама мира из Тартуа потписаног 2. октобра 1920. између Совјетског Савеза и Естоније, територија данашњег Печроског рејона административно је припала Естонији, и у њеним границама је остала све до завршетка Другог светског рата. Печорски рејон званично је успостављен одлуком Врховног совјета Руске СФСР од 16. јануара 1945, и истом одлуком административно је организован као део новоуспостављене Псковске област Русије.
Република Естонија има територијалне претензије према овом делу данас руске територије, и међудржавни уговор о демаркацији границе између две земље на овом подручју не постоји. Уговор о демаркацији границе на том подручју који је естонска страна понудила 2005. одбила је Русија уз образложење да је неприхватљиво да се у тексту уговора подручје Печорског рејона карактерише као зона окупирана од стране совјетских трупа.

## Демографија и административна подела
Према подацима са пописа становништва из 2010. на територији рејона је живело укупно 22.123 становника, док је према процени из 2015. ту живело 20.930 становника, или у просеку 16,73 ст/км². По броју становника Печорски рејон се налази на 7. месту у области са укупним уделом у обласној популацији од 3,24%.
| 1959.  | 1970.  | 1979.  | 1989.  | 2002.  | 2010.  | 2015.   |
| ------ | ------ | ------ | ------ | ------ | ------ | ------- |
| 43.431 | 32.615 | 28.849 | 27.338 | 25.300 | 22.123 | 20.930* |

Напомена:* Према процени националне статистичке службе. 
Према подацима са пописа из 2010. на подручју рејона постоји укупно 386 села (од којих је њих 59 било без становништва, а у 109 села је живело мање од 5 становника) међусобно подељених у 4 трећестепене општине (једну градску и три сеоске). Једино градско насеље у рејону је град Печори, административни центар рејона у којем живи око половина од укупне рејонске популације.
На подручју рејона живи заједница финских Сета, народа сличних Естонцима који су према законима Псковске области званично признати као национална мањина. Печорски рејон се сматра делом историјско-етнографског рејона Сетумаа који се сматра постојбином народа Сето. Према проценама број Сета на подручју Печорског рејона креће се између 117 и 300.

## Знаменитости рејона
Међу најзначајније знаменитости рејона убрајају се древни град Изборск (данас село), насеље које се сматра једним од најстаријих источнословенских градова. Изборск се у писаним изворима први пут помиње 862. године. На подручју села налазе се остаци првобитног насеља познати као Труворово (Старо Изборско) городишче (земљано утврђење у виду градине). Првобитну градину почетком XIV века заменило је камено утврђење Изборске тврђаве.
На подручју града Печорија налази се комплекс Псковско-печерског манастира, један од највећих и најпознатијих средњовековних манастирских комплекса на подручју источне Европе. Манастир се развио на месту где су постојале бројне пећине у којима су обитавали православни монаси током XIV века. На старословенском језику реч печори означавала је пећину (отуда савремена руска реч за пећину пещера.